# Pituophis melanoleucus
Il serpente toro (Pituophis catenifer (Daudin, 1803)) è un serpente non velenoso della famiglia dei Colubridi, diffuso negli Stati Uniti d'America. è

## Descrizione
La lunghezza del Pituophis catenifer varia generalmente tra 90 cm e 180 cm, ma alcuni esemplari possono superare i 2 metri. Più muscoloso e massiccio rispetto ad altri serpenti. C'è un moderato dismorfismo sessuale, i maschi sono più lunghi e snelli, mentre le femmine sono più robuste e tozze (soprattutto durante la stagione riproduttiva). 

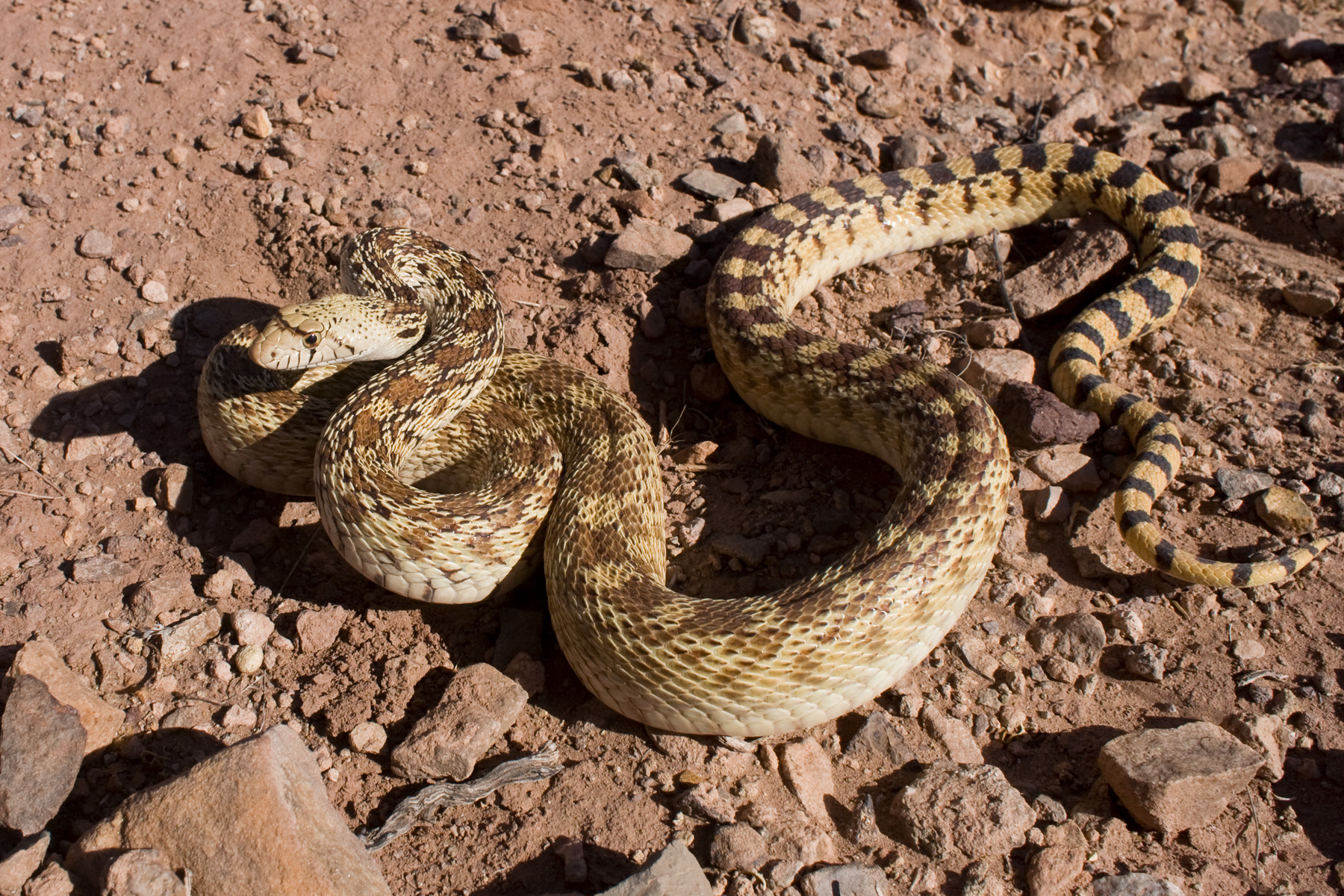
Colorazione evidente

La colorazione varia, ma di solito presenta uno sfondo giallastro, beige o bruno chiaro con macchie scure (marroni o nere) distribuite lungo il dorso. Le macchie sono spesso più larghe e regolari nella parte posteriore del corpo.  
La testa triangolare e leggermente distinta dal collo, con un muso appuntito. Spesso presenta una striscia scura che va dall'occhio alla mascella. Gli occhi sono di medie dimensioni con pupille rotonde. La coda relativamente lunga e sottile, può vibrare rapidamente quando l’animale si sente minacciato, imitando il comportamento del serpente a sonagli (Crotalus).
In natura, il serpente toro è spesso confuso con il serpente a sonagli (Crotalus) per il suo comportamento difensivo (vibrazione della coda e sibilo rumoroso), ma non è velenoso e rappresenta nessun pericolo per l'uomo. 

## Distribuzione e habitat
L'areale di questa specie si estende dalla Louisiana alla Florida, spingendosi a nord sino a Kentucky, Virginia e New Jersey.